# NordFo
NordFo er Nordiskt Forum för Forskning och Utvecklingsarbete inom utbildning i slöjd, et fællesnordisk samarbejdsorgan for forskning og udviklingsarbejde i forbindelse med undervisning i sløjd, håndarbejde og billedkunst i Danmark, Norge, Sverige, Finland og Island. Præsidiets medlemmer repræsenterer de respektive landes læreruddannelser.
Til afgrænsning af fagkredsen hører en tilpasning til individuelle forhold i medlemslandene. I Sverige omfatter det nuværende skolefag slöjd ud over træsløjd og metalsløjd også håndarbejde og sløjd i andre materialer. I Norge indeholder skolefaget forming både sløjd, håndarbejde og billedkunst. Dertil kommer samesløjd hen over landegrænser. 
Samarbejdet omfatter de nævnte sløjdfag på alle skole- og aldersniveauer. 
Der afholdes symposier, konferencer og seminarer på skift i alle medlemslandene. Derudover udgives et par skriftserier inden for sløjdpædagogik og -forskning.
En anden internordisk forening er Nordisk sløyd- og tekstillærerforbund, som har de respektive faglige lærerforeninger som medlemmer.